# Asterocheres echinicola
Asterocheres echinicola är en kräftdjursart som först beskrevs av Norman 1868.  Asterocheres echinicola ingår i släktet Asterocheres, och familjen Asterocheridae. Arten är reproducerande i Sverige.